# Keilbachia camptospina
Keilbachia camptospina är en tvåvingeart som beskrevs av Vilkamaa, Menzel och Heikki Hippa 2009. Keilbachia camptospina ingår i släktet Keilbachia och familjen sorgmyggor.
Artens utbredningsområde är Vietnam. Inga underarter finns listade i Catalogue of Life.